# Etna Scorza
Etna Scorza (nascido em Nápoles em 5 de julho de 1991) é um pesquisador italiano especializado em pesquisa fotográfica e, em particular, em fotografia secreta, onde a imagem é capturada por meio de equipamentos ocultos.

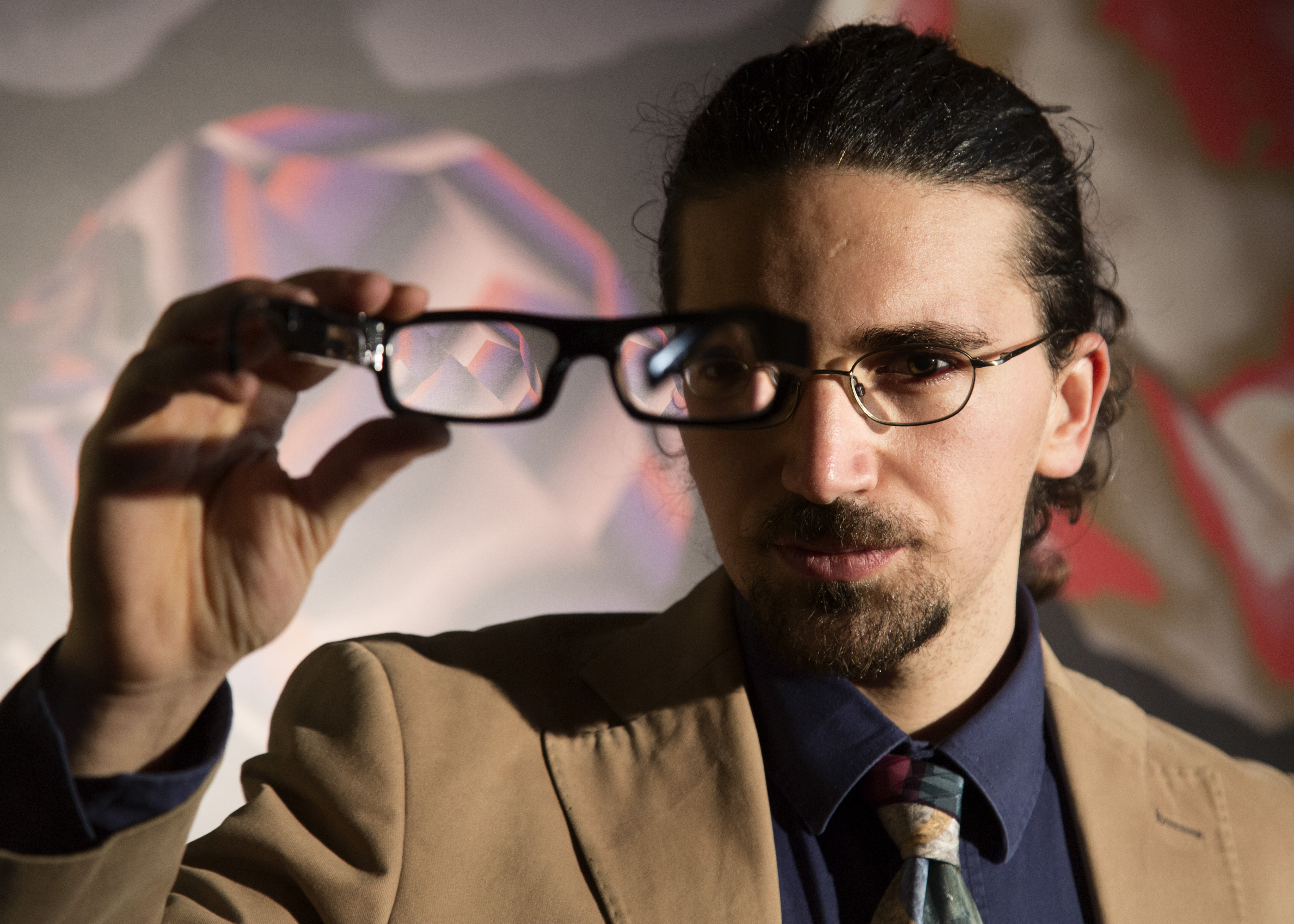
Etna Scorza com os óculos usados para o Projeto Medusa

## Biografia
Etna Scorza nasceu em 5 de julho de 1991 em San Giovanni a Teduccio, um bairro nos subúrbios ao leste de Nápoles. Ele morou em Lisboa e em Santander. Trabalhou como bibliotecário em Perugia onde vive em 2020. Estudou na Universidade de Nápoles, na Universidade Nova de Lisboa e na Universidade de Perugia. Ele se formou em filosofia estética em 2016. Em fevereiro de 2018 ele participou como palestrante em uma conferência Tedx organizada em Nápoles e em setembro de 2019 ele participou da noite Sharper “European night of developers” também neste oportunidade como palestrante.

## Projeto Medusa
Através do uso de uma câmera invisível escondida em um par de óculos normal, o fotógrafo, caminhando pelas ruas da cidade, atrai o olhar de transeuntes desavisados. Em 2017, o projeto Méduses foi realizado para as cidades de Lisboa, Paris, Barcelona e Londres. Em 2020, chega à Itália em Florença, passando por Bolonha, Veneza, Milão e Torino.

## Exposition
- Lo Sguardo, de 22 de junho a 31 de agosto de 2017, apresentação crítica de Giorgio Grasso, galeria de arte Mag-Mediolanum, Pádua.

## Prix
- 2017 : nomeado para o Fine Art Photography Awards[7]
- 2017 : Menção Honrosa de Photography Awards[8]
- 2018 : Prix Italia, YLAB[9][10]